# کلیوچی (شهرستان بئیسکی، سرزمین آلتای)
کلیوچی (به لاتین: Klyuchi) یک منطقهٔ مسکونی در روسیه است که در سرزمین آلتای واقع شده‌است.